# 邁斯基區

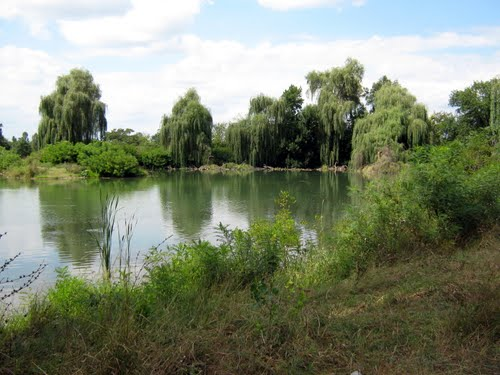

43°38′N 44°04′E / 43.633°N 44.067°E
邁斯基區（俄语：Майский район），是俄羅斯的一個區，位於該國西南部，由卡巴爾達-巴爾卡爾共和國負責管轄，面積385平方公里，2010年人口38,625，人口密度每平方公里100.39人。